# Vrba
Vrba (Врба) és una pel·lícula dramàtica macedònia del 2019 dirigida per Milcho Manchevski. Es tracta de tres dones que s'enfronten a problemes de control sobre el seu cos, tradició i adopció. La pel·lícula es va estrenar a la Festa del Cinema di Roma el 2019. Coproducció macedonio-belga-hongaresa-albanesa, es va projectar en diversos festivals internacionals de cinema i va guanyar diversos premis: Palma de Plata a la Mostra de València, millor director al Raindance, millor pel·lícula a Cinequest, Premi Manuel De Oliveira a Fantasporto etc.

## Argument
Tres dones, una medieval i dues contemporànies, lluiten per ser mares. No estan pensant en canviar el món o la societat, però les seves lluites amb la tradició, la lleialtat, l'adopció i el control sobre els seus cossos les converteixen en heroïnes improbables.

## Repartiment
- Sara Klimoska com a Donka
- Natalia Teodosieva com a Rodna
- Kamka Tocinovski com a Katerina
- Nikola Risteski com a Milà
- Petar Caranovic com a Kire
- Nenad Nacev com a Branko
- Ratka Radmanovic com a àvia Srebra
- Petar Mircevski com Stavros
- Blagoj Chorevski com a Manxo
- Laze Manaskovski com el Pare Avram

## Producció
El rodatge de la pel·lícula va començar el 25 d'octubre de 2018 als pobles de Shtavica, Dunje i Zovic en Mariupol, i després el rodatge va continuar en els voltants del monestir de Treskavec i a Prespa, i va finalitzar en la segona quinzena de desembre en Skopje. L'estrena de "Vrba" es va dur a terme el 19 d'octubre de 2019 en la catorzena edició del Festival de Cinema de Roma, com la primera pel·lícula macedònia que va ingressar a la selecció oficial d'aquest festival..

## Premis
- Raindance — Millor director, 2020
- Fantasporto — Premi Manuel De Oliveira, 2020[5]
- Festival de Cinema Independent de Wellington Independent — Millor pel·lícula, 2020[6]
- Cinequest — Millor pel·lícula, 2020
- XXXV edició de la Mostra de València — Palmera de Plata, 2020[7]
- Stony Brook Film Festival — Premi del Jurat, 2021